# Aeschynomene bradei
Aeschynomene bradei är en ärtväxtart som beskrevs av Velva Elaine Rudd. Aeschynomene bradei ingår i släktet Aeschynomene och familjen ärtväxter. Inga underarter finns listade i Catalogue of Life.